# شهرستان یلتسکی
شهرستان یلتسکی (به لاتین: Yeletsky District) یک شهرستان در روسیه است که در استان لیپتسک واقع شده‌است.